# Trypetisoma
Trypetisoma är ett släkte av tvåvingar. Trypetisoma ingår i familjen lövflugor.

## Dottertaxa tillTrypetisoma, i alfabetisk ordning[1]
- Trypetisoma australe
- Trypetisoma ballinae
- Trypetisoma bicincta
- Trypetisoma caniventre
- Trypetisoma chauliodon
- Trypetisoma cirrhicauda
- Trypetisoma confusum
- Trypetisoma corniculatum
- Trypetisoma costatum
- Trypetisoma cotterense
- Trypetisoma cunnamullae
- Trypetisoma cylindratum
- Trypetisoma digitatum
- Trypetisoma echinatum
- Trypetisoma eutretoides
- Trypetisoma fenestrata
- Trypetisoma guttatum
- Trypetisoma horizontale
- Trypetisoma hyalipunctum
- Trypetisoma ilukae
- Trypetisoma leucostictum
- Trypetisoma lidgbirdense
- Trypetisoma lobion
- Trypetisoma macalpinei
- Trypetisoma magnum
- Trypetisoma major
- Trypetisoma morio
- Trypetisoma octopunctatum
- Trypetisoma pulchripennis
- Trypetisoma puncticeps
- Trypetisoma rhamphis
- Trypetisoma rottnestense
- Trypetisoma samoaense
- Trypetisoma scalenum
- Trypetisoma sentipeniculus
- Trypetisoma shewelli
- Trypetisoma steriphomorpha
- Trypetisoma sticticum
- Trypetisoma sumatrana
- Trypetisoma tenuipenne
- Trypetisoma tephritina
- Trypetisoma tomentosum
- Trypetisoma tricincta
- Trypetisoma trypetiformis
- Trypetisoma uptoni
- Trypetisoma vulgare
- Trypetisoma zacatecasense